# Heinrich Gärtner (Beamter)
Heinrich Friedrich Gärtner (* 31. Januar 1885 in Offenbach am Main; † 2. August 1952 in Mailand), Pseudonyme: Nordmann, Gregor Strelbe, war ein deutscher Offizier und Nachrichtenmann.

## Biografie
Gärtner war der Sohn des Prokuristen Georg Gärtner und seiner Ehefrau Wilhelmine, geborene Stein. In seiner Jugend besuchte er das Gymnasium in Offenbach, wo er 1904 die Reifeprüfung bestand. Von 1904 bis 1907 studierte er Forstwissenschaft und Nationalökonomie an den Universitäten Gießen und Münster. 1905 bestand er das Vorexamen und 1910 das Staatsexamen. Zwischendurch leistete er von 1907 bis 1908 ein Jahr Militärdienst beim 5. Großherzoglich Hessischen Infanterie-Regiment Nr. 168 in Offenbach. Zum 27. Januar 1911 erhielt er das Leutnantspatent.
Als Forstreferendar war Gärtner beim Großhessischen Finanzministerium und in den Großhessischen Oberförstereien Isenburg und Grebenhain beschäftigt. Anschließend arbeitete er als Gutachter eines Forstinspektors und Forstmeisters im Dienst der Stadt Frankfurt, dessen Stellvertreter er im Frühjahr 1912 wurde. Um 1912 heiratete Gärtner Elisabeth Knoepfel. Aus der Ehe ging der Sohn Heinz Günther hervor (* 21. Dezember 1918 in Darmstadt).
Beim Ausbruch des Ersten Weltkriegs ging Gärtner als kommandierender Offizier der 4. Kompanie der 1. Brigade des 49. Bataillons Offenbach an die Front. Er kämpfte bei Luneville und Verdun. Während einer längeren Lazarettbehandlung wurde Gärtner dem Großhessischen Finanzministerium zur Verfügung gestellt und mit der Stellvertretung des Kurdirektors beauftragt (20. Oktober 1914 bis 4. September 1915). Zum 3. September 1915 bis Kriegsende wurde er als Kreishauptmann des Militärkreisamtes in Projurze (Tauroggen) nach Litauen versetzt. Nachdem er am 28. Mai 1916 zum Oberleutnant befördert worden war, schied er bei Kriegsende als Hauptmann a. D. aus dem Militärdienst aus.
In der ersten Nachkriegszeit arbeitete Gärtner zunächst als Leiter der Handelsabteilung beim Chef der Abwicklungsstelle Litauen in Berlin (1. Februar bis 14. März 1919) sowie als Leiter dieser Abwicklungsstelle (15. März bis 30. September 1919). Anschließend stand er vom 1. Oktober 1919 bis 30. Juni 1920 als Attaché im Dienst des Auswärtigen Amtes, in dem er in der Abteilung X beschäftigt wurde (Befassung mit Wirtschaftssachen).
In den 1920er Jahren begann Gärtner als Nachrichtenmann zu arbeiten: Zu dieser Zeit knüpfte er Beziehungen zu Nachrichtenagenten wie Herbert von Bose, Hans Danckwerts und Eberhard Reinert. Von ca. 1929 bis zur Auflösung des Deutschen Überseedienstes (DÜD) im März 1931 war Gärtner in der DÜD-Zentrale in Berlin beschäftigt. Anschließend baute er Nachrichtensammelstellen für den Politiker Walter Funk (1932) bzw. für das Gestapa (1933) auf. Die zuletzt Genannte war dabei der von Konrad Nussbaum geleiteten Abwehrabteilung der Gestapozentrale angegliedert. Außerdem versorgte sie das Reichswehrministerium (namentlich die Offiziere Toussaint und Dietrich Niebuhr) mit Informationen.
Neben seiner Tätigkeit als Nachrichtenhändler verfasste Gärtner auch Beiträge für unterschiedlichste Periodika, so für Hans Zehrers Tägliche Rundschau und für die Zeitschrift Naher Osten (unter dem Pseudonym Gregor Strelbe). Um 1931 erwarb Gärtner zusammen mit einigen Journalisten den Pressedienst für Wirtschaftsaufbau, eine politisch-wirtschaftliche Korrespondenz, mit der er ins politische Geschehen eingreifen wollte. Das Projekt kam jedoch nie wirklich ins Rollen.
Als Nachrichtenhändler war Gärtner in zahllose politische Händel verwickelt. So unterhielt er Beziehungen zu Kreisen der NSDAP, der sozialistischen Linken, zu „Reaktionären“ und sogar zu Exilantenkreisen wie dem ehemaligen zaristischen General Pawlo Skoropadskyj, mit dem er das Projekt verfolgte, einen politischen Umsturz in der Ukraine herbeizuführen. Insbesondere stand er von 1931 bis 1933 den Verfechtern des wirtschaftsreformerischen Landgemeindeprogramms um Ludwig Herpel und Günther Gereke nahe.
Gärtners Verhältnis zur NSDAP war zwiespältig: Seinen Tagebüchern zufolge hegte er starke Sympathien für den sozialistisch-revolutionären Flügel der Partei, während er die „kapitalistisch-reaktionäre“ Richtung der Clique um Göring und Funk ablehnte. Seine Begeisterung für die Partei vor dem Machtantritt Hitlers wich angesichts der Realität der NS-Herrschaft bald einer starken Desillusionierung: Während er sich selbst Anfang 1933 noch als jemanden charakterisierte, der „ein 100%iger revolutionärer Nazi“ sei „und immer gewesen war. Auch ohne, daß ich der Partei angehöre“, resümierte er zum Jahresende 1933: „Nur eins will ich […] kurz sagen, daß sich seit Ende Januar 1933 die Situation nicht gebessert hat, wenn man dies auch noch so ausdrücklich zu behaupten versucht. […] Was ist aus dieser herrlichen nationalsozialistischen Bewegung und ihren Zielen in der Praxis bisher geworden?“
Das von Gärtner 1933 für die Gestapo der Ära „Rudolf Diels“ eingerichtete Nachrichtenbüro am Tirpitzufer geriet bald nach der Übernahme der Geheimpolizei durch die SS im April 1934 in das Visier der neuen Gestapoführung: Am 17. Mai 1934 ließ Reinhard Heydrich das Büro auflösen und Gärtner verhaften. Der Gestapochef warf Gärtner vor, Anfang 1933 Staatsstreichpläne zur Verhinderung einer Regierungsübernahme durch die Nationalsozialisten verfolgt zu haben.
Nach seiner Freilassung siedelte Gärtner im August 1934 in die Schweiz über. Dort arbeitete er weiterhin als Nachrichtenhändler. Sein Hauptbetätigungsgebiet war die Belieferung finanziell potenter Privatkunden mit Informationen über die Schweizer Wirtschaft. Als Agent stand er weiterhin in Verbindung mit Danckwerts. Außerdem unterhielt er Kontakte zu Allen Welsh Dulles, dem Chef des amerikanischen Nachrichtendienstes in der Schweiz, zu Wilhelm Canaris und der Abwehr sowie zu dem Journalisten H. R. Knickerbocker, dem er das Material für das Buch Der rote Handel droht!, eine Reportage über die Sowjetunion, bereitstellte. Daneben half Gärtner während seiner Schweizer Zeit politischen Flüchtlingen aus Deutschland wie Franz Jung („ohne seine Hilfe […] wäre ich in der Emigration untergegangen“) im Ausland zu überleben. Nach dem Krieg lebte Gärtner in Italien.

## Archivarische Überlieferung
Im Schweizer Bundesarchiv haben sich diverse Akten über Gärtner erhalten, namentlich in der Personenregistratur der Polizeiabteilung (E 4264, 1988/2, Az. P057693, Gaertner, Friedrich Heinrich, 31. Januar 1885, Bd. 692, 1944–1968) und der Bundesanwaltschaft (E 4320 (B), 1984/29, Az. C.12-504, Gärtner, Heinrich, 1885, Bd. 107, 1939–1959; E 4320-01 (C), 1996/203, Staatsschutzfiche Gaertner Heinrich Friedrich, 31. Januar 1885, Bd. 168, 1938–1989).